# Giovanni Bollea
Giovanni Bollea (Cigliano, 5 de dezembro de 1913 - Roma, 6 de fevereiro de 2011) foi um médico  psiquiatra italiano, considerado o "pai da neuropsiquiatria moderna".